# 2010 a kriminalisztikában
Ez a lap 2010 jelentősebb bűnügyeit illetve azokkal kapcsolatos információkat sorol fel.
- november 23. – Magyarország: 19 év fegyházra ítélte a bíróság Pocsai Józsefet, aki a nem jogerős ítélet szerint Kiskunlacházán 2008-ban megerőszakolta és megfojtotta a 14 éves Horák Nórát.[1]
- december 9. – Magyarország: A másodfokú eljárás során 40 évnyi szabadságvesztésre súlyosbították Weiszdorn Róbert büntetését, akit Nagy Lászlóval együtt a 2002-ben elkövetett móri bankrablás elkövetésével gyanúsítottak meg.[2]
- december 15. – Magyarország: A Baranya Megyei Bíróságon megkezdődött Gere Ákos pere, aki 2009-ben a Pécsi Tudományegyetemen meglőtt 4 embert, akik közül az egyik belehalt a sérüléseibe.[3]